# 슬랙 (소프트웨어)
슬랙(Slack)은 스튜어트 버터필드가 만든 클라우드 기반 팀 협업 도구이다. 슬랙은 지금은 파산한 온라인 게임 글리치의 개발 중 타이니 스펙(Tiny Speck)이 자신의 회사에 사용한 내부 도구로 시작하였다. 이 이름은 "모든 대화와 지식을 위한 검색 가능한 로그"(Searchable Log of All Conversation and Knowledge)의 준말이다.

## 역사
슬랙은 글리치라는 온라인 게임을 개발하던 가운데 스튜어트 버터필드의 기업 타이니 스펙을 위한 내부 도구로 시작하였다. 슬랙은 2013년 8월 시작하였다.
2015년 3월, 슬랙은 2015년 2월 중 4일 간 해킹을 당하여 일부 사용자 데이터에 위기가 닥쳤음을 발표하였다. 이 데이터에는 이메일 주소, 사용자 이름, 해시 처리된 암호가 포함되며 일부의 경우 전화 번호와 스카이프 ID 사용자들이 해당 계정에 연동된 상태였다. 슬랙은 2요소 인증을 자사의 서비스에 추가함으로써 이 공격에 대응하였다.
슬랙은 이전에 사유가 아닌 인터넷 릴레이 챗(IRC)과 XMPP 메시징 프로토콜과 호환되었으나 이 기업은 2018년 5월 대응 게이트웨어를 폐쇄하였다.
슬랙(Slack)은 "Searchable Log of All Conversation and Knowledge"의 약자이다.
슬랙은 2019년 4월 26일 IPO 없이 공개되었으며 주식은 20억의 가치로 상승하였다.

## 대안

### 오픈 소스
셀프 호스팅이 가능한 슬랙의 프로토콜이나 자유 및 오픈 소스 소프트웨어의 대안이 다수 존재한다:
- 인터넷 릴레이 챗 (IRC)
- Jitsi
- 매터모스트
- 매트릭스 (클라이언트: Riot)
- Rocket.Chat
- XMPP
- Zulip
- 키베이스 (사유 서버를 가진 오픈 소스 클라이언트)
- 와이어 (오픈 소스 - 단대단 암호화)

### 사유
슬랙과 비슷한 사업 모델을 채용한 다른 대안은 다음과 같다:
- Flock
- 마이크로소프트 팀즈[20]
- 행아웃 챗[21]
- 심포니 커뮤니케이션
- 트릴리언
- 워크플레이스 바이 페이스북
- 디스코드
- Glip
- 시스코 Webex 팀
- 젯브레인즈 스페이스
- 야후 투게더 (현재 파산[22])